# Nofret
Nofret fue una noble que vivió en el Antiguo Egipto durante la IV dinastía de Egipto. Nefert significa "La Bella". Nofret es también conocida como Nefert o Neferet.

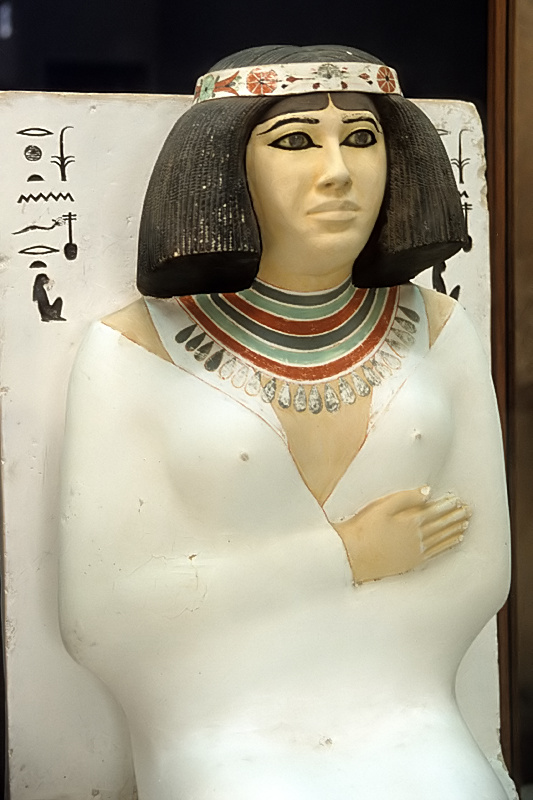
Estatua de la princesa Nofret en el museo de El Cairo

## Biografía

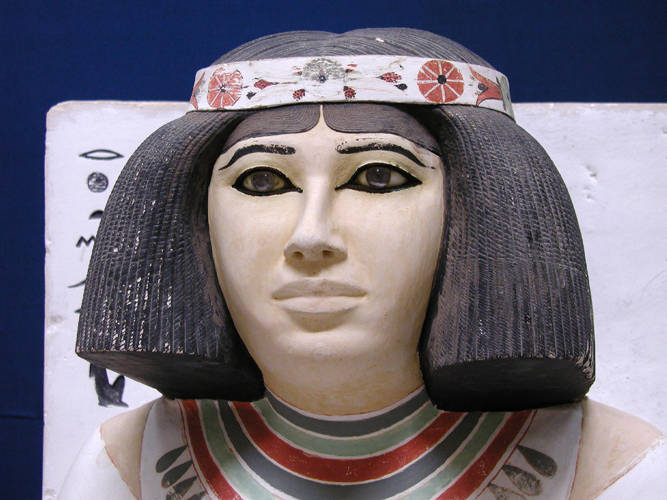
El rostro de la estatua de Nofret.

Los padres de Nofret son desconocidos; se casó con el príncipe Rahotep, un hijo del faraón Seneferu. Tuvo tres hijas y tres hijos con Rahotep: Djedi, Itu, Neferkau, Mereret, Nedjemib y Sethtet.
Nofret fue enterrada con su marido en la mastaba 16 en Meidum. En 1871  Daninos descubrió allí las hermosas estatuas sedentes policromadas de Rahotep y Nofret. Nofret aparece con una peluca negra y rostro muy claro. Sus títulos escritos en jeroglíficos en el respaldo de su silla la nombran como "Conocida del Rey". Las estatuas se encuentran ahora en el Museo Egipcio de El Cairo. La mastaba de la pareja tenía dos cámaras funerarias y dos capillas de culto. La capilla de culto del sur pertenecía a Rahotep, la del norte a Nofret. Aquí aparece en una losa con Rahotep sentados delante de una mesa de ofrendas. La inscripción sobre la escena proporciona un segundo título para ella: miteret (la traducción de esta palabra actualmente se desconoce).

## Las dos estatuas de Nofret y Rahotep
La estatua del príncipe Rahotep tiene 1,22 m de altura y seis columnas de texto, nombrando sus títulos y deberes, con las columnas tres y seis, cada una terminando con su nombre, Ra-Hotep. Nofret, con 1,21 m, está rodeada de textos idénticos, una columna a la derecha y la otra a la izquierda. Su nombre aparece en la parte inferior, con el determinativo para 'mujer'. Su nombre completo es "Nsw-r(kh)-t, Nfr-t". El último, nfr-t significa "mujer hermosa" (la t simbolizada con el panecillo indica el género femenino); nsw-r(kh)-t, significa "Conocida del Rey". Curiosamente, su físico es descrito con ojos azules, raros en las obras de arte egipcias que casi siempre retratan a los egipcios con ojos oscuros; es posible que pueda haber sido bereber ya que su aspecto se parece mucho a como los antiguos egipcios retrataban a los libios en pinturas y relieves. 

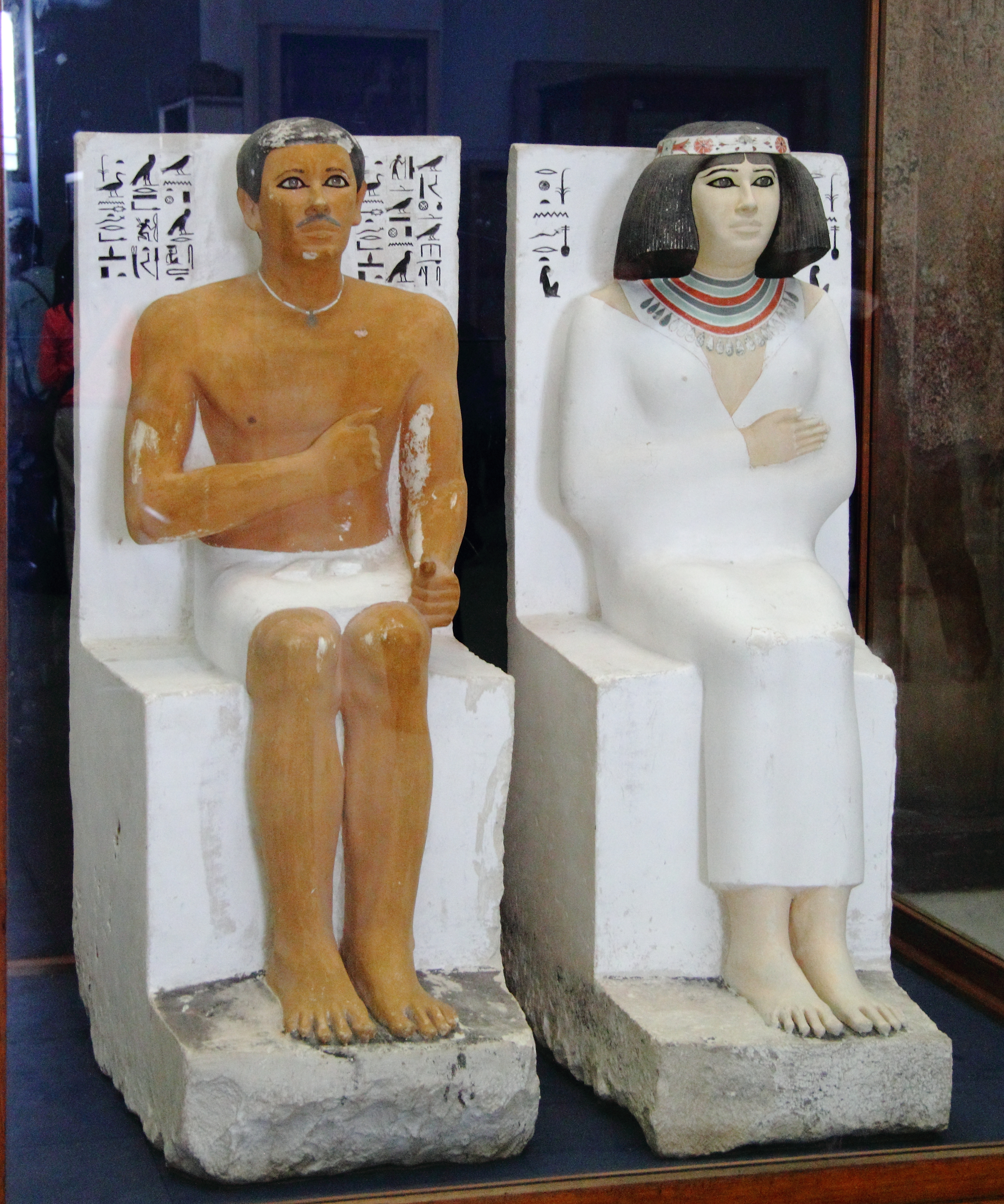
Las dos estatuas sedentes de los consortes Ra-hotep y Nofret.

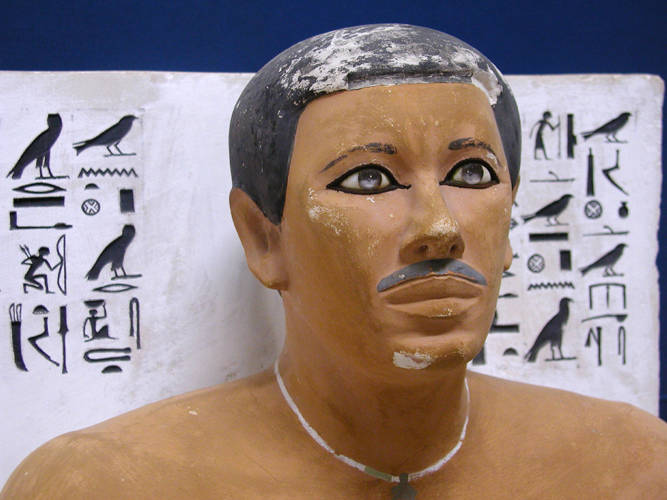
El rostro de la estatua del príncipe Rahotep. Luce bigote, solo hallado en retratos de esta época porque los egipcios llevaban tradicionalmente el rostro afeitado, a excepción de la perilla faraónica o la sotabarba de los tiempos predinásticos.